# Женщины-гладиаторы

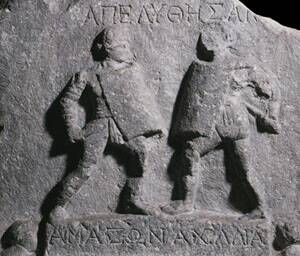
Сражающиеся женщины-гладиаторы. Мраморная плита из Британского музея

Женщины-гладиаторы — тип гладиаторов женского пола, сражавшиеся в Древнем Риме на аренах друг с другом и с дикими животными, подобно своим «коллегам»-мужчинам.
Неизвестно, когда точно зародилось это явление, но наибольшего расцвета, если верить дошедшим литературным источникам, оно достигало в периоды правления императоров Нерона (54—68 годы н. э.) и Домициана (81—96 годы н. э.).
Женские гладиаторские бои, в отличие от мужских, не так хорошо изучены историками, однако их существование можно считать установленным фактом.

## Исторические свидетельства
Среди дошедших до нас свидетельств о существовании женщин-гладиаторов можно выделить юридические источники (памятники законодательства), литературные источники (произведения античных авторов-современников) и артефакты, обнаруженные при раскопках.

### Юридические источники
Относительно женщин-гладиаторов в Древнем Риме было принято несколько законодательных актов.
Так, в 11 году н. э. издан senatus consulta (сенатусконсульт), запретивший свободнорождённым женщинам до двадцати лет и таким же мужчинам до двадцати пяти лет появляться на сцене или на арене.
В 19 году н. э. принят новый senatus consulta, которым были установлены дополнительные, к объявлению инфамии, наказания для каждого мужчины или женщины из сословий сенаторов или всадников, которые будут участвовать в представлениях на сцене или сражениях на арене; также этим законом (нанесённым на бронзовую таблицу, впоследствии известную как Tabula Larinas) запрещалось вербовать в гладиаторы не достигших двадцатилетнего возраста дочерей, внучек и правнучек сенаторов и всадников.
В 200 году н. э. декретом императора Септимия Севера участие женщин в гладиаторских боях было полностью запрещено.

### Литературные источники
В «Сатириконе» Петрония рассказывается о некоем Тите, у которого «есть несколько парней, и женщина-эсседария, и Гликонов казначей…» (ХLV). Эсседарий — это особый тип гладиатора, вооружённый луком и стоящий на колеснице.
«Анналы» Тацита повествуют о событиях 63—64 годов н. э. так: «Этот год также отмечен устройством гладиаторских игр, не уступавших в великолепии предыдущим; но при этом ещё большее число знатных женщин и сенаторов запятнало себя выходом на арену» (15.32.3).
Дион Кассий в одной из книг «Римской истории» (62.17.3) сообщает о празднике, устроенном императором Нероном в честь его матери. На этом празднике мужчины и женщины участвовали не только в конных состязаниях, но и выступали, с разрешения Сената, в оркестрах, цирке, а также участвовали в травле животных и гладиаторских боях (некоторые — охотно, некоторые — против своей воли); в другой книге «Римской истории» Кассий говорит об устроенном в период правления Тита грандиозном сражении с участием гладиаторов и животных, в котором принимали участие и женщины, не занимавшие особого положения в обществе, — как в группах, так и сами по себе (66.25.1.2).
Светоний, приводя в «Жизни двенадцати цезарей» сведения об эпохе правления Домициана, сообщает среди прочего: «Травли и гладиаторские бои показывал он даже ночью при факелах, и участвовали в них не только мужчины, но и женщины» (8.4.1).
В «Книге Зрелищ» Марциала содержится и такая эпиграмма (6b):
О поражении льва в обширной долине Немеи,

О Геркулесовом встарь подвиге пела молва.

Пусть замолчит стародавняя быль: такое же чудо,

Цезарь, ты дал совершить ныне и женской руке — .
Женщины-гладиаторы высмеиваются в 6-й сатире Ювенала (250—259):
Ей бы участвовать в играх под трубы на празднике Флоры;

Вместо того не стремится ль она к настоящей арене?

Разве может быть стыд у этакой женщины в шлеме,

Любящей силу, презревшей свой пол? Однако мужчиной

Стать не хотела б она: ведь у нас наслаждения мало.

Вот тебе будет почёт, как затеет жена распродажу:

Перевязь там, султан, наручник, полупоножи

С левой ноги; что за счастье, когда молодая супруга

Свой наколенник продаст, затевая другие сраженья!

Этим же женщинам жарко бывает и в тонкой накидке — .
Стаций в «Сильвах» (1.6.51-55) негодует: «Среди этих кликов и небывалых забав слабый и неприспособленный к оружию пол позорит себя, давая сражения, созданные для мужчин».

### Артефакты
Данные археологических раскопок и изучение древних надписей также свидетельствуют, что среди гладиаторов были женщины. В частности, на территории Римской Британии, входившей в состав Римской империи, было обнаружено два захоронения, которые, по мнению археологов, могли принадлежать женщинам-гладиаторам:
- захоронение женщины примерно двадцати лет, умершей в I веке н. э., которое было обнаружено в 1996 году в лондонском районе Саутуарк (об открытии было объявлено в 2000 году). В дальнейшем женщина стала известна как «Женщина с Грейт-Давер-стрит[англ.]». В данном захоронении были обнаружены, в частности, две масляные лампы, на одной из которых имеется изображение павшего гладиатора, на другой — египетского бога Анубиса, ассоциировавшегося с римским богом Меркурием; последний же, в свою очередь, считался в том числе проводником человеческих душ в царство мёртвых, в силу чего его культ был тесно связан с состязаниями гладиаторов. Некоторые учёные допускают 70-процентную вероятность, что захороненная женщина являлась именно гладиатором[4][16][17][18];
- захоронение женщины, обнаруженное в графстве Херефордшир в июле 2010 года. Археологам удалось установить, что при жизни женщина обладала массивным телосложением и сильно развитой мускулатурой. Хотя оружия или иных предметов, ассоциируемых с бытом гладиаторов, в захоронении найдено не было, некоторые исследователи, исходя из места захоронения (за пределами поселения) и других его особенностей, полагают, что женщина могла быть гладиатором[19][20].

В Британском музее хранится мраморная плита, датируемая I—II веком н. э., которая была найдена близ турецкого города Бодрум, расположенного на месте античного города Галикарнас. На плите изображены две сражающиеся друг с другом женщины, одетые в обычную и для гладиаторов-мужчин экипировку (но без шлемов), обе вооружены мечами и используют щиты. На плите по-гречески написаны имена участниц поединка — Amazon и Achilia (предполагается, что это не настоящие их имена, а прозвища, использовавшиеся ими при выступлениях в качестве бойцов).
Кроме того, в Музей искусств и ремёсел Гамбурга была обнаружена бронзовая статуэтка, изображающая обнажённую девушку (на ней только набедренная повязка и повязка на левом колене) с занесённой над головой левой рукой, в которой она держит некий предмет. Сторонники того, что это скульптура женщины-гладиатора, утверждают, что в руке у девушки — сика (фракийский меч), а повязка на колене — отличительный знак гладиаторов; противники этой версии полагают, что фигура является скульптурным изображением спортсменки, а в руке она держит не меч, а стригиль — род скребка, которым в античном мире по причине отсутствия мыла очищали кожу от грязи. Также они указывают на то, что на девушке нет доспехов, тогда как гладиаторы не выступали топлесс и изображались обычно в доспехах.
Другие материальные свидетельства существования женщин-гладиаторов — это несколько надписей античных времён, дошедших до наших дней. Известна, в частности, надпись из Остии, посвящённая местному магистрату по имени Гостилиан (Hostilianus), которую можно прочитать так: «Гостилиан был первым, при котором город открыл для себя женские бои» (в оригинале: QUI PRIMUS OM[NI]UM AB URBE CONDITA LUDUS CUM [--] OR ET MULIERES [A]D FERRUM DEDIT); исследователи отмечают, что, поскольку надпись датируется III веком н. э., то, по-видимому, декрет 200 года о запрете участия женщин в боях на практике не всегда соблюдался.
В Ланкастере был обнаружен керамический осколок (возможно, часть какого-то украшения), содержащий латинскую надпись VERECVNDA LVDIA LVCIUS GLADIATOR, один из возможных переводов которой указывает, что данный предмет принадлежал женщине-гладиатору (другой вариант перевода — танцовщице) по имени Верекунда.
В надписи, найденной в одной из римских школ гладиаторов, упомянута некая Валерия Иукунда (Valeria Iucunda), судя по всему, ученица данной школы, прожившая 17 лет и 9 месяцев.

## Жизнь женщин-гладиаторов
О повседневной жизни женщин-гладиаторов известно мало, поэтому исследователи вопроса делают два предположения:
- поскольку женщины участвовали в гладиаторских боях и одевались при этом как мужчины, что видно из барельефа, хранящегося в Британском музее, то на арене они следовали тем же правилам, что и гладиаторы мужского пола;
- поскольку женщины-гладиаторы на арене следовали тем же правилам, что и их коллеги-мужчины, то и в повседневной жизни они должны были пытаться вести такой же образ жизни, что должно было выглядеть как вызов принятым в обществе нормам[4].

Гладиаторами становились не только рабыни или простолюдинки, но и женщины из знатных семейств: если первые делали это преимущественно по нужде или принуждению, то вторые стремились самоутвердиться, продемонстрировать свою силу и независимость, прославиться, хотя с точки зрения господствовавшей в то время морали это расценивалось как позор для женщины. Кроме того, принимать участие в подобных боях со временем стало просто модно.
Отмечается, что «женщин-гладиаторов было немного, и чаще всего они выступали в качестве пегниариев, веселящих публику, нежели гладиаторов, сеющих смерть». При этом смешанные поединки между разнополыми гладиаторами не допускались.
Очевидно, что женщины принимались и в школы гладиаторов.

## В кино
Женщинам-гладиаторам посвящены, в частности, следующие фильмы:
- «Гладиатрикс» (англ. The Arena) (США — Россия, 2001; режиссёр Тимур Бекмамбетов) — исторический боевик;
- «Гладиаторши» (англ. Gladiatress) (Великобритания, 2004; режиссёр Брайан Грант) — комедия[27].

## Комментарии
1. ↑  Объявление бесчестья. Наказание в Древнем Риме, которому подвергались лица, совершившие порочащие поступки (например, двоежёнцы) или занимающиеся порочащим ремеслом, в том числе гладиаторы[5].
2. ↑  В оригинале:

Hos inter fremitus novosque luxus

spectandi levis effugit voluptas:

stat sexus rudis, insciusque ferri

ut pugnas capit improbus viriles!

Перевод дан по: Мишель Монтень. [www.lib.ru/FILOSOF/MONTEN/monten2.txt Опыты. Том II]. Библиотека Максима Мошкова. Дата обращения: 2 октября 2013..